# V Giochi olimpici invernali
I V Giochi olimpici invernali (in tedesco V. Olympische Winterspiele, in romancio V Gieus olimpics d'enviern), noti anche come Sankt Moritz 1948, si svolsero a Sankt Moritz, in Svizzera, dal 30 gennaio all'8 febbraio 1948.
Questa fu la prima edizione tenutasi dopo la fine della seconda guerra mondiale, che aveva costretto all'annullamento delle edizioni del 1940 e del 1944. Vi parteciparono 28 delegazioni nazionali e 669 atleti gareggiarono nei 22 eventi che assegnarono medaglie.
L'atleta elvetico Bibi Torriani fu il primo giocatore di hockey su ghiaccio a pronunciare il giuramento olimpico durante la cerimonia d'apertura. Tra i protagonisti dei giochi olimpici vi furono lo statunitense Dick Button, vincitore di una medaglia d'oro nel pattinaggio di figura e il più giovane a vincerla, Barbara Ann Scott, prima canadese a vincere una medaglia d'oro nel pattinaggio di figura, il francese Henri Oreiller, vincitore di due medaglie d'oro e una di bronzo nello sci alpino, e lo svedese Martin Lundström, vincitore di due medaglie d'oro nello sci di fondo. Per l'Italia arrivò la prima medaglia d'oro di sempre nella storia dei Giochi olimpici invernali e venne conquistata da Nino Bibbia nello skeleton.

## Assegnazione
Il Comitato Olimpico Internazionale (CIO), dopo i Giochi di Garmisch-Partenkirchen 1936 e il secondo conflitto mondiale che aveva costretto alla cancellazione delle Olimpiadi del 1940 e del 1944, aveva deciso di riprendere la numerazione dei Giochi dall'edizione del 1936, così che i Giochi del 1948 sarebbero stati i V e non i VII. Nel corso della sessione del CIO tenutasi a Losanna nel marzo 1946 Sankt Moritz ottenne l'assegnazione dell'organizzazione dei V Giochi olimpici invernali per acclamazione rispetto alla candidatura statunitense di Lake Placid. Infatti, era stato deciso di assegnare l'organizzazione dei Giochi olimpici estivi e invernali del 1948 a una nazione che aveva vinto la guerra, la Gran Bretagna con Londra per i Giochi della XIV Olimpiade, e a una nazione neutrale durante la guerra, la Svizzera con Sankt Moritz per i V Giochi olimpici invernali. Inoltre, Sankt Moritz aveva già ospitato i Giochi invernali del 1928, quindi poteva usare le stesse infrastrutture e procedere in maniera più rapida all'organizzazione dell'evento.

## Sviluppo e preparazione

### Organizzazione
Il comitato organizzatore dei Giochi olimpici venne costituito nel settembre 1946, composto da autorità locali e da membri del Comitato Olimpico Svizzero (COS), e assegnando la presidenza a Marcel Henninger, presidente del COS. Vennero creati diversi comitati responsabili per diversi aspetti dell'organizzazione dell'evento, tra i quali uno per gli aspetti amministrativi, uno per gli alloggi, uno per la pubblicità, uno per la stampa, uno per l'accoglienza. Per ciascuna disciplina presente nel programma olimpico venne creata un'apposita commissione tecnica. Il comune di Sankt Moritz aveva istituito un comitato locale per dare supporto al comitato organizzatore per quanto di sua competenza. Il segretario generale Jean Weymann si occupò dell'applicazione del programma dei Giochi, dell'interazione coi vari comitati olimpici nazionali e della raccolta delle iscrizioni degli atleti. Atleti e funzionari vennero ospitati nei vari alberghi del comune e della frazione di Bad.
Più di 800 persone contribuirono a diffondere le notizie e i risultati dei Giochi in giro per il mondo. 500 giornalisti provenienti da 38 diversi Paesi vennero accreditati e vennero fatti alloggiare all'Hôtel du Lac. La copertura delle gare venne assicurata dalle trasmissioni radiofoniche e dai quotidiani; erano anche presenti 4 emittenti televisive, la britannica BBC e le statunitensi NBC, CBS e DuMont Graphic House. Vennero, inoltre, emessi dalle PTT alcune serie di francobolli celebrativi dell'evento allo scopo di finanziare il comune di Sankt Moritz e, parzialmente, il COS.
Sulla base dell'esperienza nell'organizzare i Giochi Olimpici del 1928 e del 1948, il comitato organizzatore inserì nel resoconto conclusivo alcune considerazioni, tra le quali l'importanza che la località selezionata per ospitare i Giochi sia in grado di assicurare le migliori condizioni possibili di neve e ghiaccio per garantire il regolare svolgimento delle gare.

### Sedi di gara

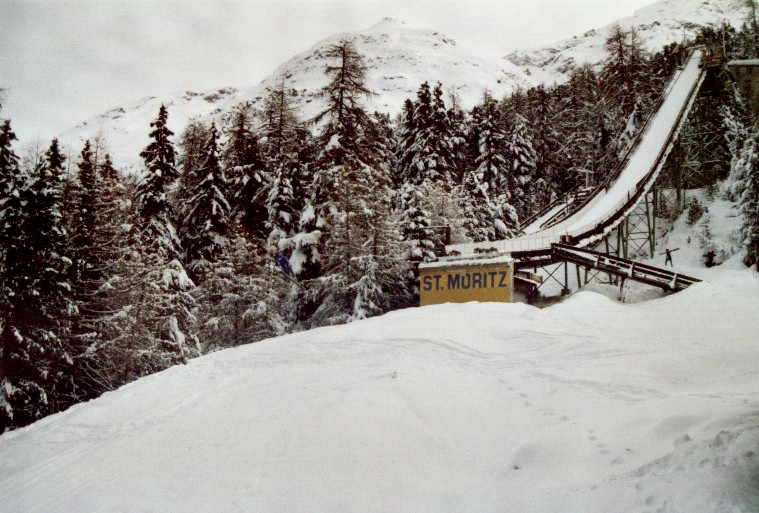
L'Olympiaschanze, il trampolino usato per le gare di salto con gli sci.

Gli impianti di gara erano distribuiti per lo più nel territorio del comune di Sankt Moritz ed erano stati già utilizzati per i Giochi del 1928. Il principale impianto dei Giochi fu l'Olympic Ice Rink, che ospitò le cerimonie di apertura e chiusura della manifestazione, le gare di pattinaggio di velocità e di figura e le principali partite di hockey su ghiaccio. La maggior parte delle partite di hockey su ghiaccio venne disputata negli impianti di Suvretta e Kulm. Le gare di bob vennero disputate sulla pista Olympia Bobrun, che si snoda tra Sankt Moritz e la vicina Celerina, mentre le gare di skeleton sulla pista Cresta Run ubicata sempre a Celerina. Il salto con sci venne disputato sul trampolino Olympiaschanze nella parte occidentale del comune, mentre le gare di sci alpino e sci di fondo si svolsero sui tracciati delle montagne a nord del comune.

## I Giochi

### Paesi partecipanti

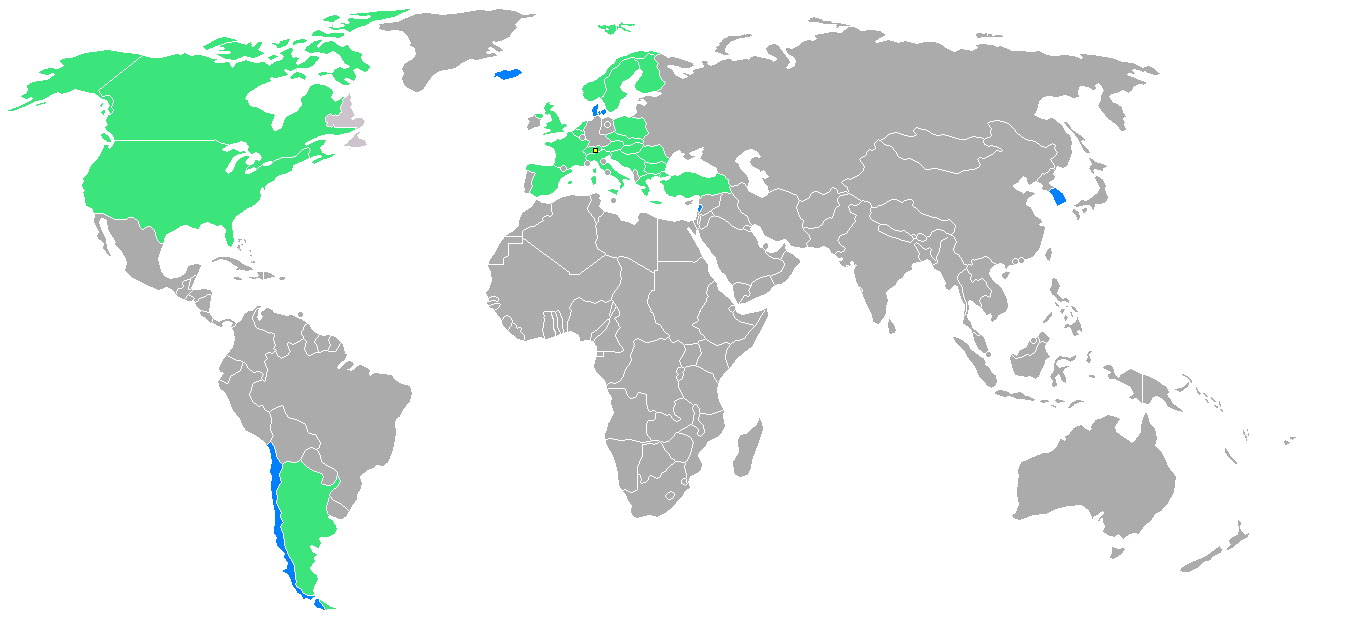
Comitati olimpici partecipanti.

Ai Giochi presero parte 669 atleti, dei quali 77 donne e 592 uomini, in rappresentanza di 28 Paesi. Parteciparono per la prima volta i comitati olimpici di Cile, Corea, Danimarca, Islanda e Libano. Come avvenne anche per i successivi Giochi estivi di Londra, gli esiti della seconda guerra mondiale incisero sulla partecipazione ai Giochi di Sankt Moritz e sugli inviti che vennero inviati ai vari comitati olimpici. I comitati olimpici di Germania e Giappone non vennero invitati per le loro responsabilità nel conflitto, mentre ricevettero l'invito sia l'Austria, che aveva recuperato l'indipendenza persa nel 1938, sia l'Italia, che nel 1943 era uscita dall'Asse e si era schierata con gli Alleati. L'Unione Sovietica, invece, decise di non inviare atleti alla manifestazione.
Tra parentesi, il numero di atleti partecipanti.
- Argentina (9)
- Austria (54)
- Belgio (11)
- Bulgaria (4)
- Canada (28)
- Cecoslovacchia (47)
- Cile (4)
- Corea del Sud (3)
- Danimarca (2)
- Finlandia (24)
- Francia (36)
- Gran Bretagna (55)
- Grecia (1)
- Islanda (41)
- Italia (57)
- Jugoslavia (17)
- Libano (2)
- Liechtenstein (10)
- Norvegia (49)
- Paesi Bassi (4)
- Polonia (29)
- Romania (7)
- Spagna (6)
- Stati Uniti (69)
- Svezia (43)
- Svizzera (70)
- Turchia (4)
- Ungheria (22)

### Discipline
Il programma olimpico prevedeva competizioni in 9 discipline che assegnavano medaglie. Inoltre, vennero inseriti nel programma anche due sport dimostrativi, la pattuglia militare e il pentathlon invernale.
| Disciplina              | Maschile | Femminile | Mista | Totali |
| ----------------------- | -------- | --------- | ----- | ------ |
| Bob                     | 2        |           |       | 2      |
| Combinata nordica       | 1        |           |       | 1      |
| Hockey su ghiaccio      | 1        |           |       | 1      |
| Pattinaggio di figura   | 1        | 1         | 1     | 3      |
| Pattinaggio di velocità | 4        |           |       | 4      |
| Salto con gli sci       | 1        |           |       | 1      |
| Sci alpino              | 3        | 3         |       | 6      |
| Sci di fondo            | 3        |           |       | 3      |
| Skeleton                | 1        |           |       | 1      |
| Totale                  | 17       | 4         | 1     | 22     |

### Calendario degli eventi
| ● | Cerimonia d'apertura | ● | Competizioni |  | Finali | ● | Cerimonia di chiusura |

| Gennaio/Febbraio        | Ven | Sab | Dom | Lun | Mar | Mer | Gio | Ven | Sab | Dom | Totale |
| Gennaio/Febbraio        | 30  | 31  | 1   | 2   | 3   | 4   | 5   | 6   | 7   | 8   | Totale |
| ----------------------- | --- | --- | --- | --- | --- | --- | --- | --- | --- | --- | ------ |
| Cerimonia d'apertura    |     | ●   |     |     |     |     |     |     |     |     |        |
| Bob                     | ●   | 1   |     |     |     |     |     | ●   | 1   |     | 2      |
| Combinata nordica       |     | ●   | 1   |     |     |     |     |     |     |     | 1      |
| Hockey su ghiaccio      | ●   | ●   | ●   | ●   | ●   | ●   | ●   | ●   | ●   | 1   | 1      |
| Pattinaggio di figura   |     |     |     | ●   | ●   |     | 1   | 1   | 1   |     | 3      |
| Pattinaggio di velocità |     | 1   | 1   | 1   | 1   |     |     |     |     |     | 4      |
| Salto con gli sci       |     |     |     |     |     |     |     |     | 1   |     | 1      |
| Sci alpino              |     |     |     | 2   |     | 2   | 2   |     |     |     | 6      |
| Sci di fondo            |     | 1   |     |     | 1   |     |     | 1   |     |     | 3      |
| Skeleton                |     |     |     |     | ●   | 1   |     |     |     |     | 2      |
| Cerimonia di chiusura   |     |     |     |     |     |     |     |     |     | ●   |        |
| Finali                  |     | 3   | 2   | 3   | 2   | 3   | 3   | 2   | 2   | 1   | 22     |

### Cerimonia d'apertura

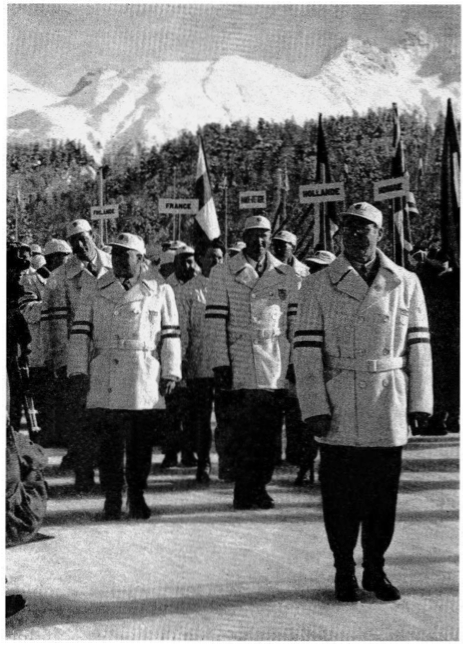
Avery Brundage, vicepresidente del CIO, guida la delegazione statunitense alla cerimonia d'apertura.

La cerimonia d'apertura dei V Giochi olimpici invernali si è svolta il 30 gennaio 1948 presso l'Olympic Ice Rink. La cerimonia prese il via alle 10:00 con la parata degli atleti, aperta come da tradizione dalla delegazione della Grecia e chiusa dalla delegazione della Svizzera. In testa alla delegazione degli Stati Uniti vi era Avery Brundage, allora vicepresidente del CIO. Dopo l'introduzione di Marcel Henninger, presidente del COS, i Giochi vennero ufficialmente aperti da Enrico Celio, presidente della Confederazione svizzera. Venne poi issata la bandiera olimpica e accesa la fiamma olimpica. Seguì il giuramento degli atleti, tenuto dall'elvetico Bibi Torriani, primo giocatore di hockey su ghiaccio a pronunciare il giuramento olimpico. La cerimonia si concluse subito dopo l'uscita di tutte le delegazioni di atleti dallo stadio e i Giochi presero il via con la partita di hockey tra Svizzera e Stati Uniti.

### Avvenimenti principali

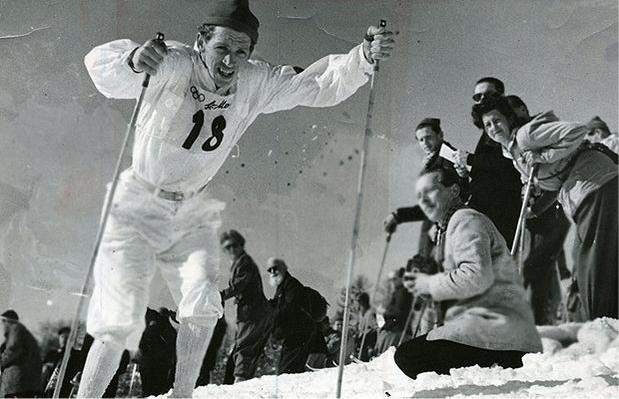
Lo svedese Martin Lundström, vincitore di due medaglie d'oro nello sci di fondo.

Tra i protagonisti dei Giochi vi fu il diciottenne pattinatore statunitense Dick Button, che divenne il primo pattinatore ad eseguire un doppio axel che gli valse la medaglia d'oro nell'evento maschile. Nell'evento femminile la medaglia d'oro andò alla favorita Barbara Ann Scott, prima atleta canadese sul podio nella disciplina, che seppe adattare il proprio programma in maniera tale che i suoi salti cadessero su quelle parti della pista che non erano state rovinate dal precedente evento maschile e che stava causando problemi alle sue avversarie. Nel pattinaggio di velocità ci fu un dominio degli atleti scandinavi, che beneficiarono sia della situazione di stallo che la disciplina aveva raggiunto nei Paesi coinvolti direttamente nel conflitto mondiale sia dell'assenza degli atleti tedeschi e sovietici.
Nello sci alpino emerse come protagonista il francese Henri Oreiller, vincitore di due medaglie d'oro, una nella discesa libera e l'altra nella combinata, e di una medaglia di bronzo nello slalom speciale. Fu anche l'unico atleta ai Giochi a vincere tre medaglie complessivamente. La vittoria nella discesa libera arrivò con 4"1 di vantaggio sul secondo, l'austriaco Franz Gabl, il distacco più ampio tra primo e secondo in una discesa libera olimpica. L'Austria conquistò la maggior parte delle medaglie negli eventi femminili con Trude Beiser e Erika Mahringer vincitrici di due medaglie ciascuna, delle quali l'unica d'oro fu per Beiser nella combinata. L'oro nello slalom speciale andò a Gretchen Fraser, prima atleta statunitense a vincere una medaglia olimpica nello sci alpino.

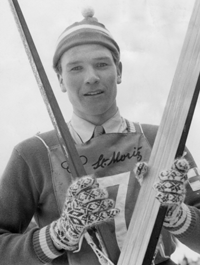
Il finlandese Heikki Hasu, vincitore della combinata nordica.

Le gare di sci di fondo vennero dominate dagli atleti svedesi, vincitori di tutte le medaglie d'oro e di 6 delle 9 medaglie disponibili. Tra loro si distinse Martin Lundström, vincitore di due medaglie d'oro come il francese Oreiller. Dopo aver vinto la 18 km davanti ai connazionali Nils Östensson e Gunnar Eriksson, tre giorni dopo vinse anche la staffetta 4x10 km con la squadra svedese.
Sull'Olympiaschanze nella gara di salto con gli sci ci fu un trionfo della squadra norvegese, che occupò tutti e tre i gradini del podio con Petter Hugsted, Birger Ruud e Thorleif Schjelderup. Ruud, che aveva vinto l'oro nel salto con gli sci nelle due edizioni precedenti del 1932 e del 1936, avrebbe dovuto partecipare ai Giochi di Sankt Moritz solo come assistente allenatore, ma la sera prima della gara, viste che le non favorevoli condizioni meteo, sostituì il meno esperto Georg Thrane e vinse la medaglia d'argento. Nella combinata nordica la vittoria andò al finlandese Heikki Hasu, che interruppe la striscia di vittorie norvegesi che durava sin dalla prima edizione dei Giochi invernali.

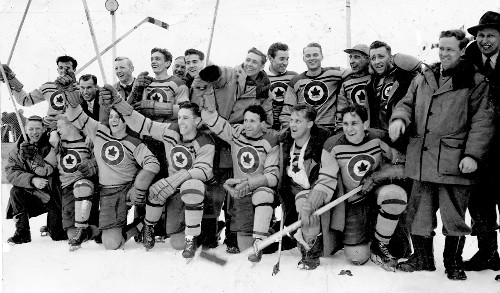
La squadra dell'aeronautica canadese, rappresentante il Canada, vincitrice del torneo di hockey.

Al torneo di hockey su ghiaccio parteciparono nove nazionali che si affrontarono una volta ciascuna in un unico girone. La medaglia d'oro andò al Canada, che, come di consueto, non mandava ai Giochi una rappresentativa nazionale, bensì una squadra di club, la squadra dell'aeronautica canadese (RCAF) di stanza a Ottawa per questo evento. Il Canada vinse tutte le partite, tranne quella pareggiata contro la Cecoslovacchia, che vinse la medaglia d'argento per la peggiore differenza reti col Canada col quale aveva chiuso a pari punti. La medaglia di bronzo andò alla Svizzera padrona di casa. Il torneo venne caratterizzato dall'esclusione dalla classifica degli Stati Uniti. Infatti, arrivarono in Svizzera due squadre che volevano rappresentare gli Stati Uniti al torneo olimpico, la rappresentativa dell'Amateur Athletic Union (AAU) supportata dal Comitato Olimpico degli Stati Uniti e la rappresentativa dell'Amateur Hockey Association (AHA) supportata dalla federazione internazionale (LIHG). Lo stesso Avery Brundage, presidente del Comitato olimpico statunitense, aveva minacciato il ritiro dell'intera delegazione statunitense se non fosse stata ammessa la rappresentativa dell'AAU. Alla fine, dopo una serie di negoziati tra il CIO, il comitato organizzatore e la LIHG, venne confermato il torneo olimpico di hockey e venne ammessa alle gare la rappresentativa dell'AHA, riconosciuta dalla LIHG, venendo però esclusa dalla classifica, non avendo così la possibilità di competere per le medaglie.
Nel bob gli Stati Uniti erano i favoriti in entrambe le gare, ma vinsero solo la gara di bob a quattro, mentre nel bob a due arrivò una doppietta della Svizzera. A sorpresa, arrivò anche la medaglia d'argento nel bob a quattro da parte dell'equipaggio belga. Dallo skeleton arrivò la prima medaglia d'oro di sempre ai Giochi olimpici invernali, grazie alla vittoria di Nino Bibbia. Bibbia sfruttò la sua conoscenza della pista, la Cresta Run, visto che con la famiglia si era trasferito da tempo in Engadina, e conquistò il primo posto grazie alla regolarità mostrata nelle sei manche disputate. Vinse l'ultima manche in quella che fu la prima delle 231 vittorie in carriera sulla stessa pista. Infine, tra gli sport dimostrativi, nel pentathlon il podio fu tutto svedese, mentre nella pattuglia militare la vittoria andò alla squadra svizzera.

### Cerimonia di chiusura
La cerimonia di chiusura si è svolta l'8 febbraio 1948 presso l'Olympic Ice Rink, subito dopo la cerimonia di premiazione del torneo di hockey. I portabandiera entrarono alla stadio dietro lo sciatore Edy Reinalter che portava la bandiera olimpica. Dopo lo spegnimento della fiamma olimpica, il presidente del CIO Sigfrid Edström annunciò ufficialmente la chiusura dei Giochi.

## Medagliere

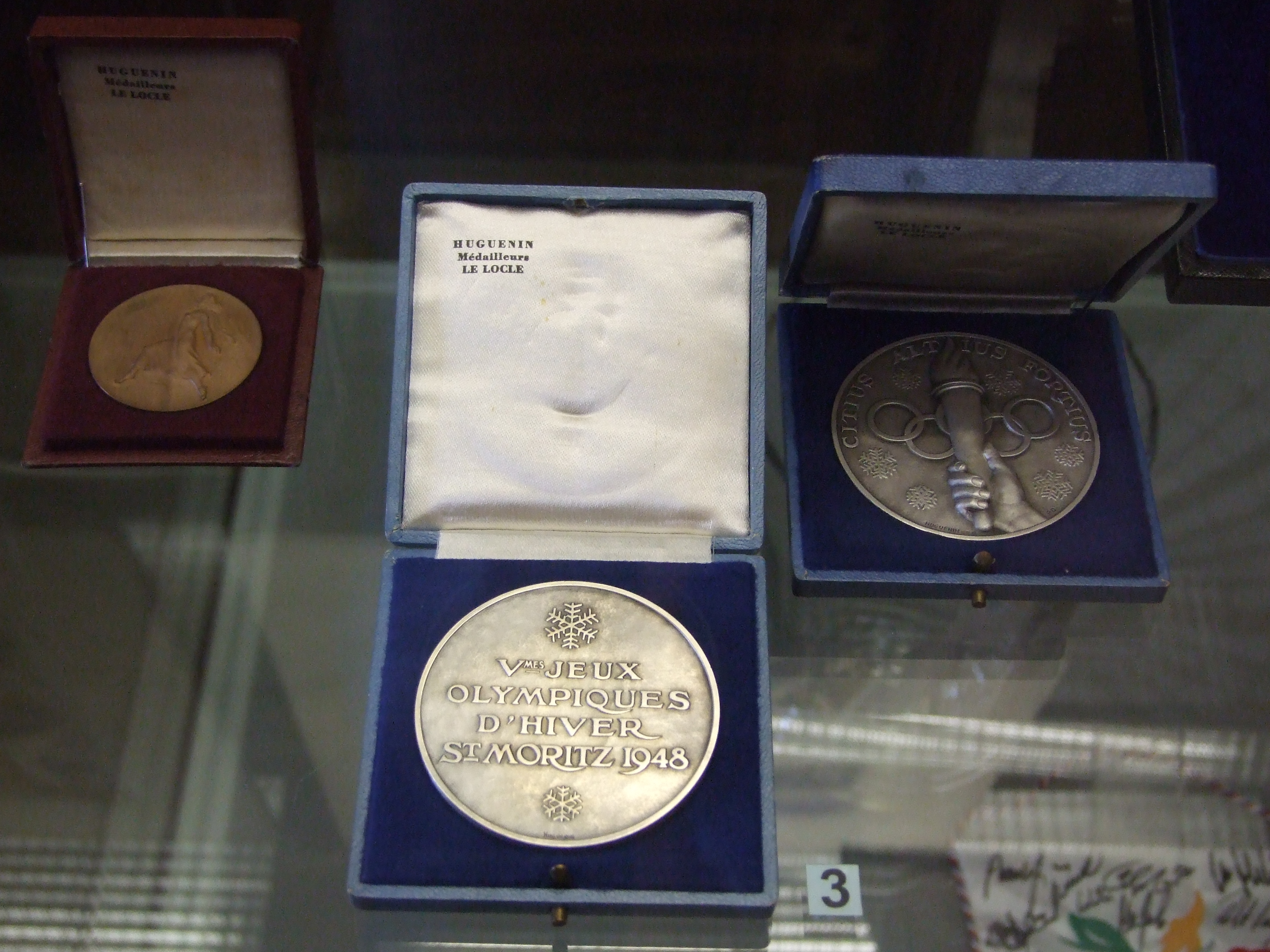
Medaglie assegnate ai V Giochi olimpici invernali.

La cerimonia di premiazione degli atleti classificatisi ai primi tre posti negli eventi da medaglia aveva luogo allo stadio olimpico al termine delle gare. Le medaglie d'oro, d'argento e di bronzo assegnate riportavano su un lato una mano che regge una torcia e i cinque cerchi olimpici sullo sfondo, secondo il disegno di Paul-André Droz, e tutto intorno il motto olimpico "Citius Altius Fortius". Sul lato opposto era presente la scritta in francese "Ves Jeux olympiques d'hiver. St-Moritz 1948" più un fiocco di neve al di sopra e un altro al di sotto.
Di seguito il medagliere dei V Giochi olimpici invernali.
  Nazione ospitante 
| Pos.   | Paese          | Oro | Argento | Bronzo | Totale |
| ------ | -------------- | --- | ------- | ------ | ------ |
| 1      | Norvegia       | 4   | 3       | 3      | 10     |
| 1      | Svezia         | 4   | 3       | 3      | 10     |
| 3      | Svizzera       | 3   | 4       | 3      | 10     |
| 4      | Stati Uniti    | 3   | 4       | 2      | 9      |
| 5      | Francia        | 2   | 1       | 2      | 5      |
| 6      | Canada         | 2   | 0       | 1      | 3      |
| 7      | Austria        | 1   | 3       | 4      | 8      |
| 8      | Finlandia      | 1   | 3       | 2      | 6      |
| 9      | Belgio         | 1   | 1       | 0      | 2      |
| 10     | Italia         | 1   | 0       | 0      | 1      |
| 11     | Cecoslovacchia | 0   | 1       | 0      | 1      |
| 11     | Ungheria       | 0   | 1       | 0      | 1      |
| 13     | Gran Bretagna  | 0   | 0       | 2      | 2      |
| Totale | Totale         | 22  | 24      | 22     | 68     |